# Häverstädt
Häverstädt ist Ortsteil der ostwestfälischen Stadt Minden in Nordrhein-Westfalen und liegt südwestlich der Innenstadt.
Häverstädt liegt am Fuße des Wiehengebirges direkt am Häverstädter Berg. Im Osten grenzt Häverstädt an den Stadtteil Barkhausen der Stadt Porta Westfalica mit seinem großen Gewerbepark, im Nordosten an den Stadtteil Bölhorst, im Norden an den Stadtteil Rodenbeck und im Nordwesten und Westen an den Stadtteil Dützen. Im Süden bildet der Kamm des Wiehengebirges die Grenze mit dem Bad Oeynhauser Stadtteil Dehme. Der Ortsteil ist Standort des Klinikums Minden der Mühlenkreiskliniken (Johannes-Wesling-Klinikum).

## Geschichte
Häverstädt gehörte bis zu den Napoleonischen Kriegen zur Vogtei Berg und Bruch im Amt Hausberge des Fürstentums Minden. Von 1807 bis 1810 gehörte Häverstädt zum Kanton Haddenhausen des napoleonischen Satellitenstaats Königreich Westphalen. Von 1811 bis 1813 gehörte der Ort unmittelbar zu Frankreich und dort zur Mairie Dützen im Arrondissement Minden des Departements der Oberen Ems. Häverstädt fiel 1813 wieder an Preußen und kam 1816 zum neuen Kreis Minden. Im Kreis Minden bildete Häverstädt eine Gemeinde im Amt Dützen. 
Bevor die Gemeinde bei der kommunalen Neugliederung am 1. Januar 1973 Teil der Stadt Minden wurde, hatte sie 2380 Einwohner (31. Dezember 1972).
Die im Ort befindliche Eisenerzgrube Porta wurde 1963 stillgelegt.

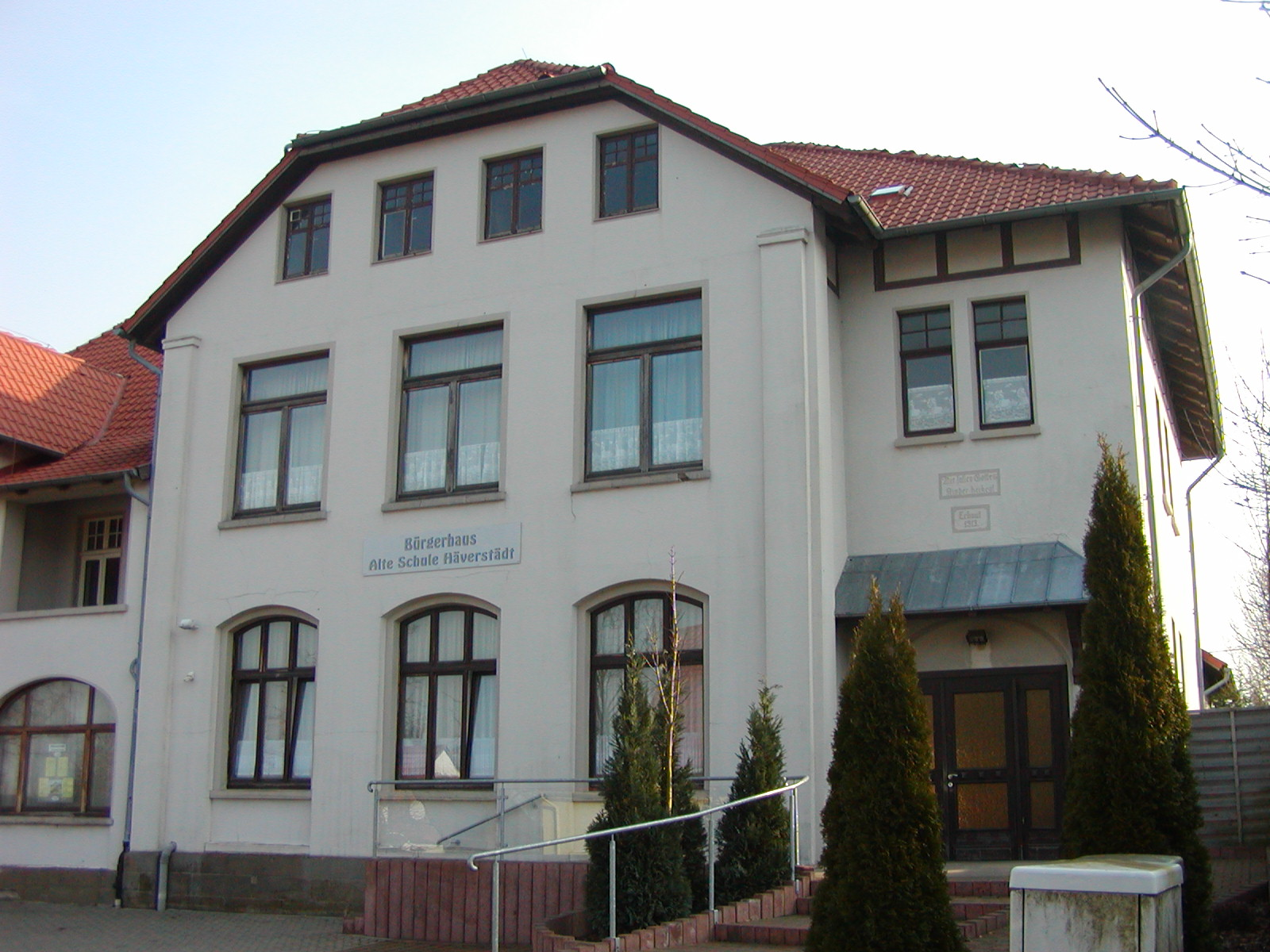
Bürgerhaus Alte Schule
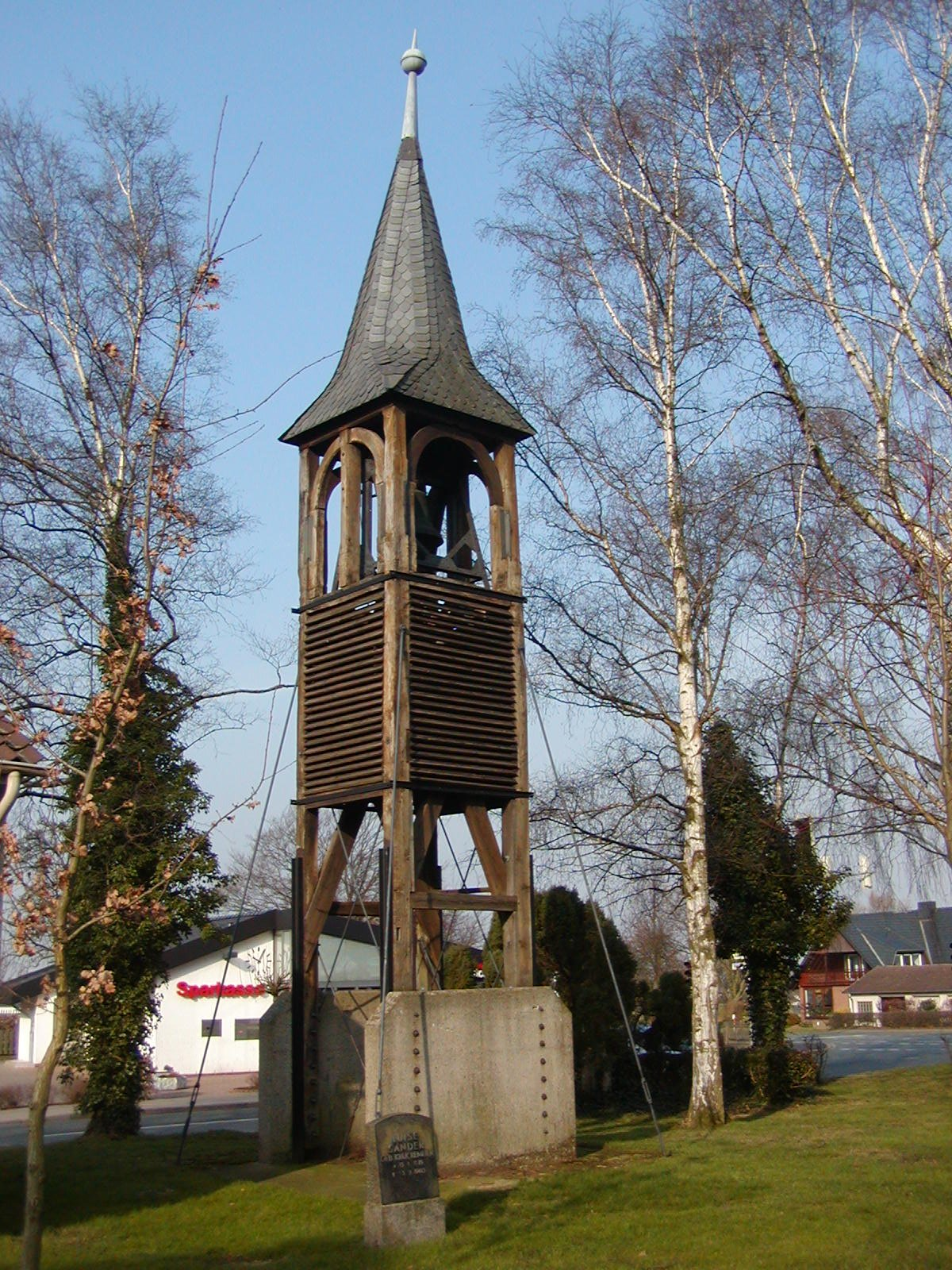
Glockenturm Häverstädt
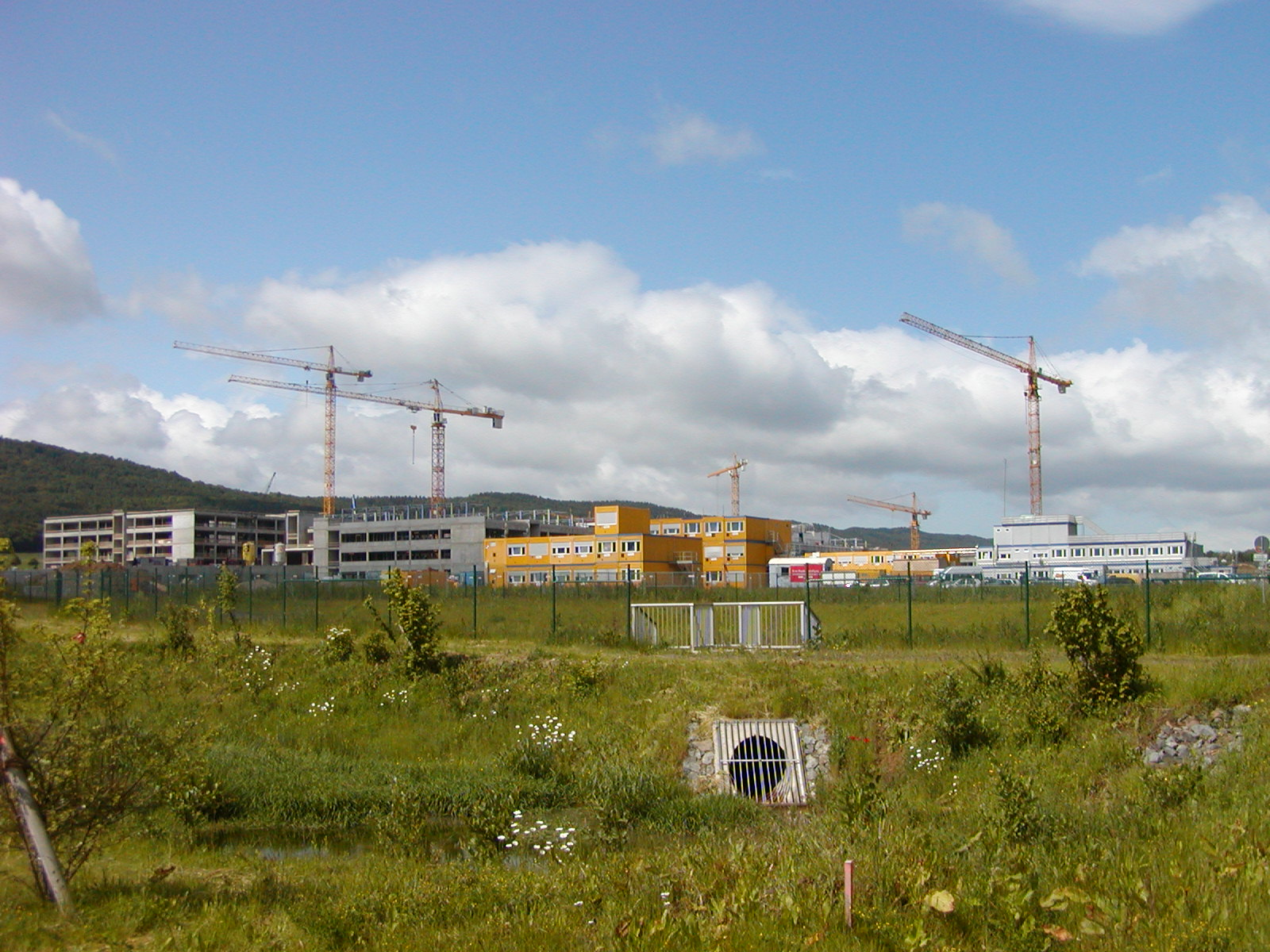
Bau des Klinikums 2006
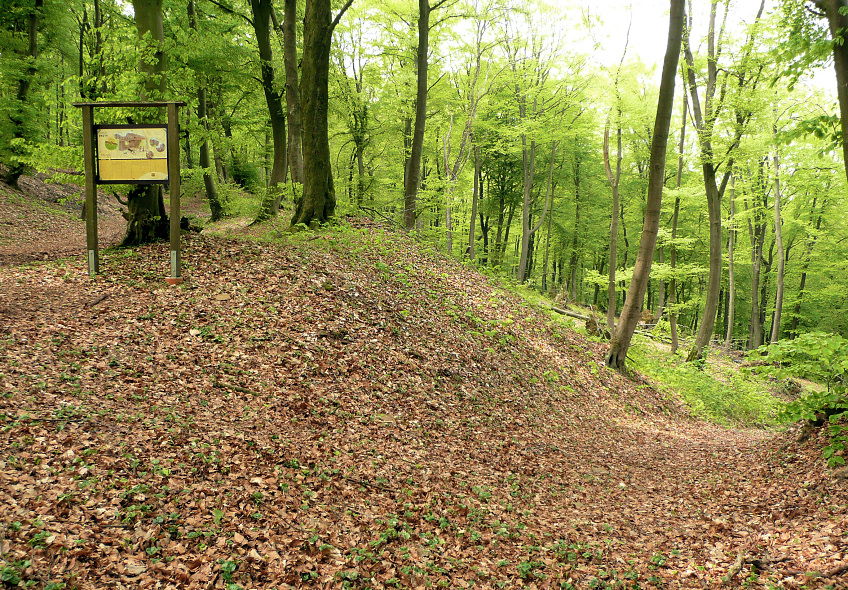
Häverstädter Tor
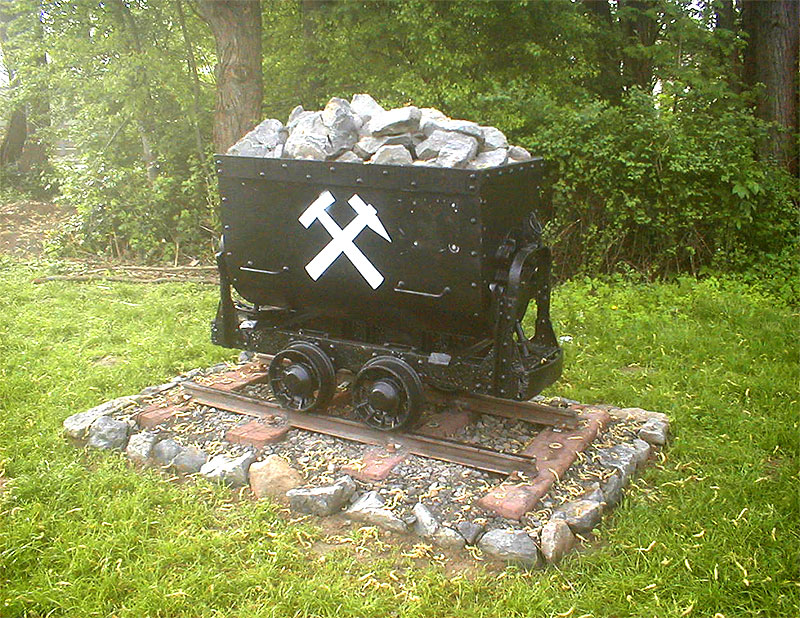
Eisenerzgrube Porta Lore
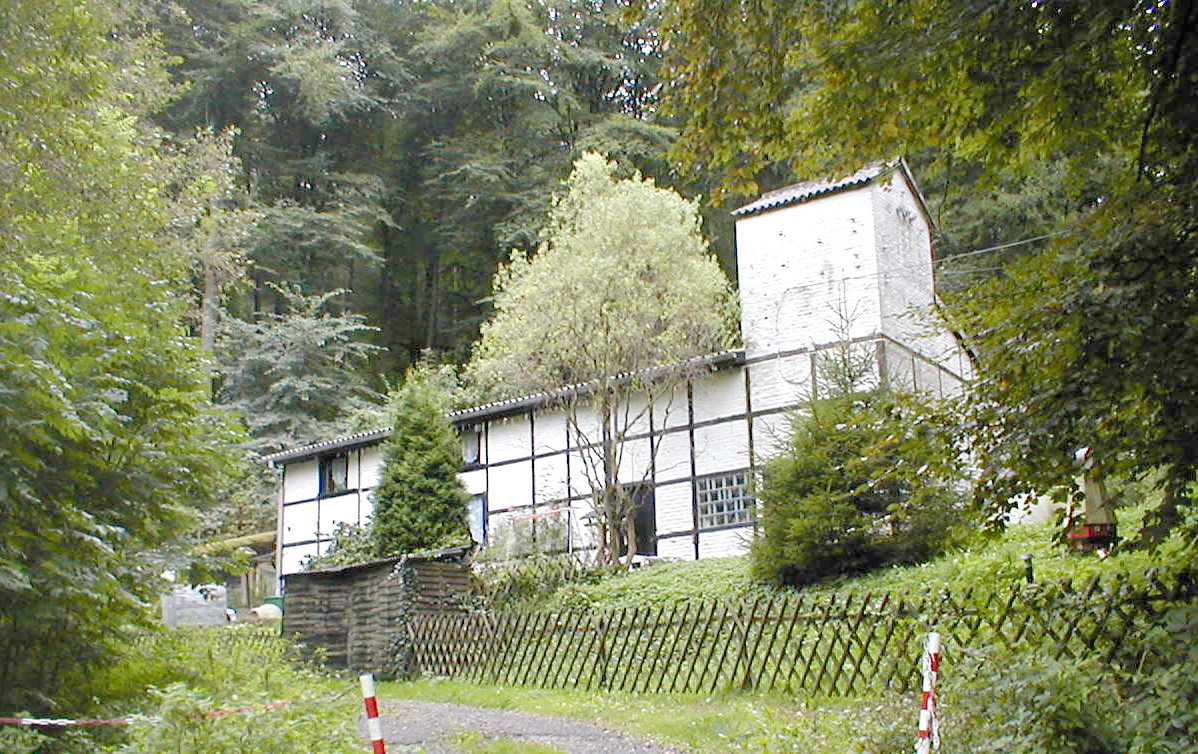
Porta Kompressorgebäude
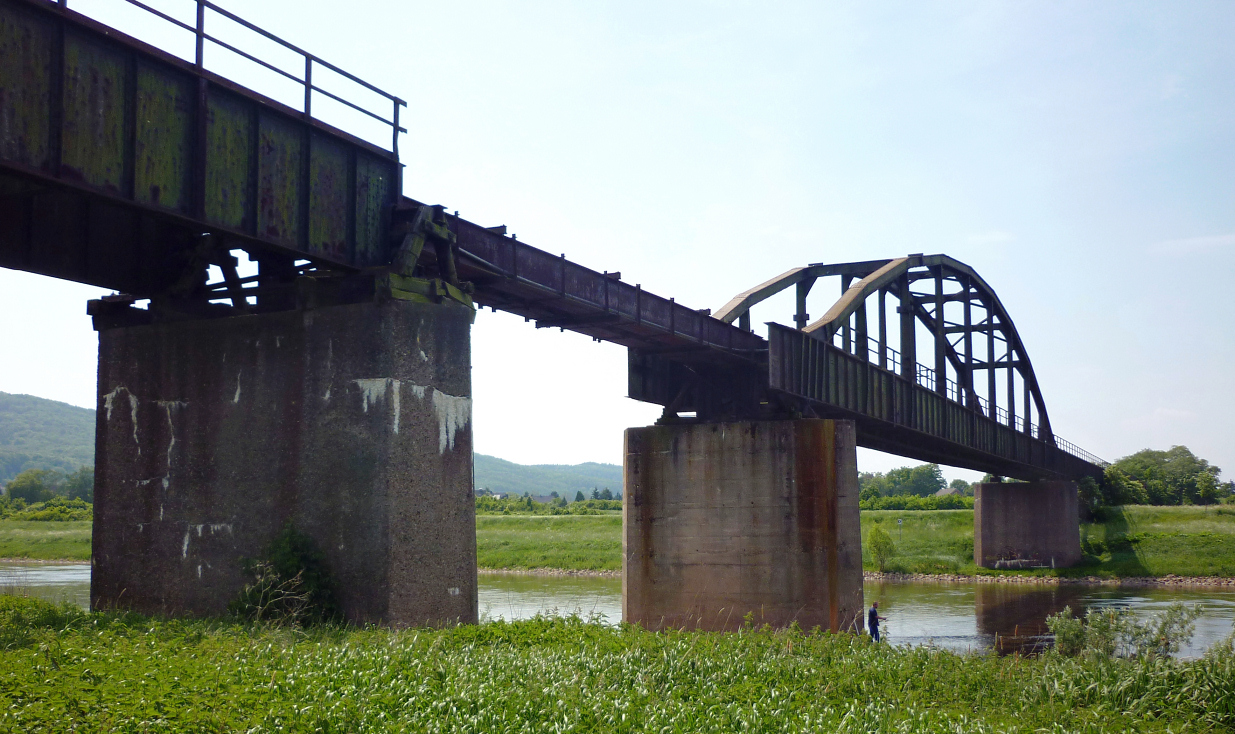
Ehemalige Bahnstrecke
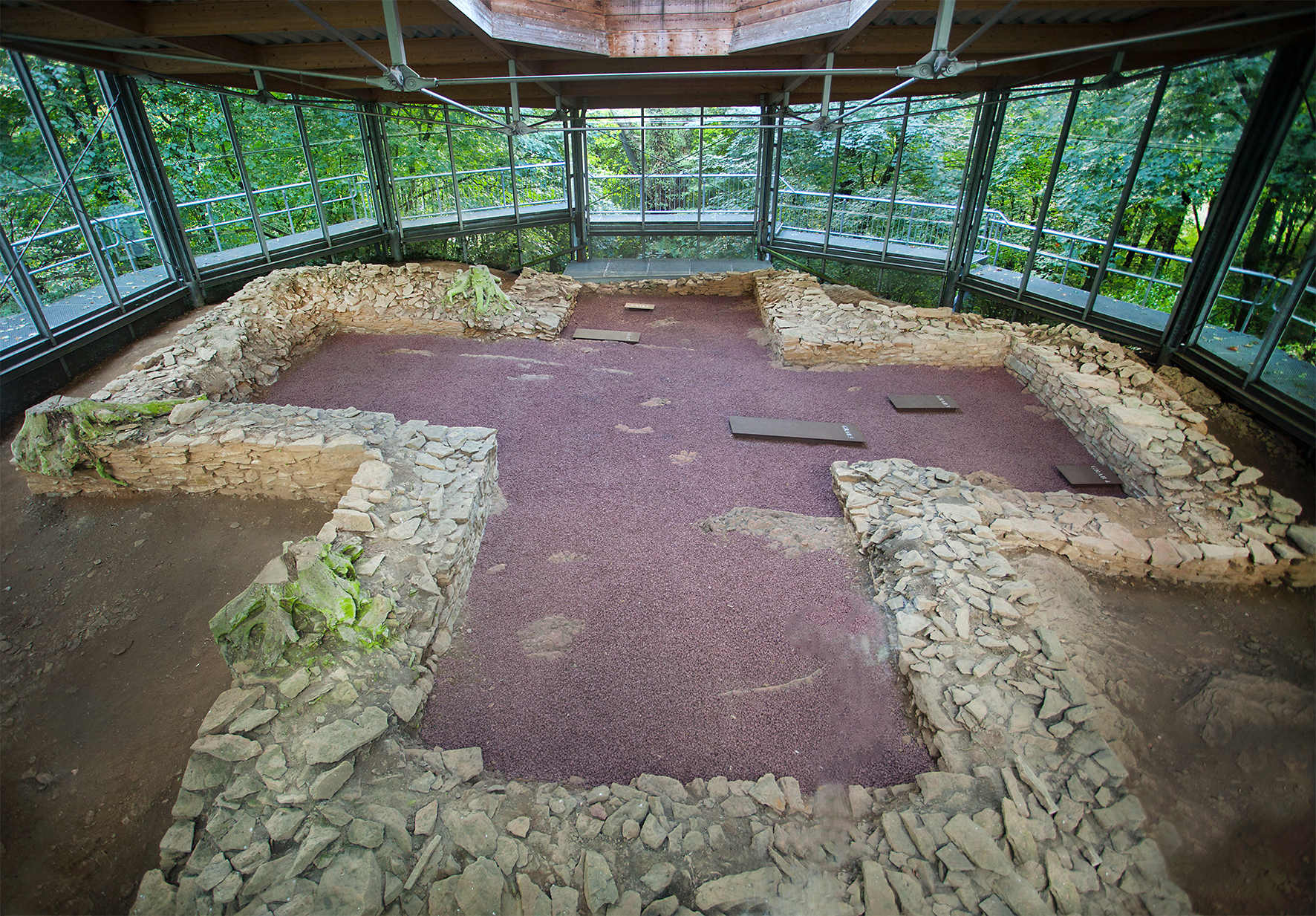
Reste der Kreuzkirche